# Jammihal, Kalghatgi
Jammihal là một làng thuộc tehsil Kalghatgi, huyện Dharwad, bang Karnataka, Ấn Độ.